# Angie Skirving
Angela Robyn ("Angie") Lambert (Skirving) (Toowoomba, 1 februari 1981) is een Australisch hockeyster, die tot op heden (peildatum 8 december 2008) 229 interlands (49 doelpunten) heeft gespeeld voor het Australisch vrouwenhockeyteam. De lange verdedigster beschikt over een karakteristieke strafcorner.
Met de nationale ploeg nam ze deel aan de Olympische Spelen van Sydney (2000), Athene (2004) en Peking (2008). Op 29 september 2000 won ze met Australië de gouden medaille in Sydney, door in de finale Argentinië met 3-1 te kloppen. Drie jaar later werd daar evenzo de Champions Trophy veroverd. Op 25 maart 2006 werd de hockeytitel van de Gemenebestspelen van Melbourne binnengehaald.
Lambert speelt voor Queensland Scorchers (Brisbane), dat in de Australische National Hockey League uitkomt. Lokale competitie speelde ze bij Valley Hockey Club (Brisbane). In 2005 veroverde zij met de Scorchers de titel van de National Hockey League.
In 2001 door Féderation Internationale de Hockey (FIH) uitverkozen tot Beste vrouwelijke talent van de Wereld.
In 2005 tot Australisch speelster van het jaar uitgeroepen door de Australische hockeybond (Hockey Australia).

## Erelijst
- 2000 –  Champions Trophy in Amstelveen
- 2000 –  Olympische Spelen in Sydney (Aus)
- 2001 –  Champions Trophy in Amstelveen
- 2002 –  Gemenebestspelen in Manchester (GBr)
- 2003 –  Champions Trophy in Sydney (Aus)
- 2005 –  Champions Trophy in Canberra (Aus)
- 2006 –  Gemenebestspelen in Melbourne (Aus)
- 2006 –  WK hockey in Madrid (Spa)

## Onderscheidingen
- 2001 – FIH Junior Player of the World